# Kingdom Come (альбом Ребекки Сент-Джеймс)
Kingdom Come — десятый студийный альбом американской певицы современной христианской музыки Ребекки Сент-Джеймс, выпущенный 25 марта 2022 года на лейбле Heritage Music Group (импринт Bethel Music). Kingdom Come стал первым полноформатным студийным альбомом Сент-Джеймс за одиннадцать лет и первым альбомом, выпущенным Heritage Music Group. Альбому предшествовали два сингла: «Kingdom Come», который был выпущен 22 октября 2021 года с участием христианского поп-дуэта её братьев For King & Country, и «Praise», который был выпущен 18 февраля 2022 года.

## История
10 января 2019 года Сент-Джеймс объявила, что пишет музыку для нового альбома вместе с часто сотрудничающим с ней Теддом Ти и что она подписала контракт с Heritage Music Group, импринтом Bethel Music. Первым проектом Сент-Джеймс с Heritage Music Group стал мини-альбом Dawn, который вышел 24 июля 2020 года.

## Отзывы
| Оценки критиков                 | Оценки критиков |
| Источник                        | Оценка          |
| ------------------------------- | --------------- |
| 365 Days of Inspiring Media     | [ 7 ]           |
| JubileeCast                     | [ 8 ]           |
| Today’s Christian Entertainment | [ 9 ]           |

Альбом получил положительные отзывы от музыкальных критиков.
Джонатан Андре из 365 Days of Inspiring Media поставил альбому 4,5 звезды из 5, написав: «Это обязательное приобретение, если вы любите музыку Ребекки прошлого, или если вы любите ностальгию по прошлому, или и то, и другое». Он назвал заглавный трек, «Battle Is the Lord’s» и «Praise» самыми яркими моментами альбома. Келли Мид из Today’s Christian Entertainment также оценила альбом в 4,5 звезды из 5, написав: «В целом этот альбом выделяется как в музыкальном плане, так и благодаря сильным вокальным данным». В более негативной рецензии Тимоти Яп из JubileeCast поставил альбому 2,5 звезды из 5, написав: «Вместо того чтобы позволить своей индивидуальности сиять, она пытается соответствовать своим братьям (знаменитым For King & Country), создавая дезинфицированное поп-музыкальное предложение в стиле CCM (современной христианской музыки)». Он назвал песни «Desert Bloom», «Traveling Light» и «Fall Back» самыми яркими моментами альбома.

## Итоговые списки
| Публикация                  | Список                      | Ранг | Ссылка |
| --------------------------- | --------------------------- | ---- | ------ |
| 365 Days Of Inspiring Media | Top 50 Songs of 2021        | 31   | [ 10 ] |
| 365 Days Of Inspiring Media | Top 50 Music Videos of 2021 | 38   | [ 11 ] |

## Коммерческий успех
Альбом не имел коммерческого успеха и поэтому не вошел ни в один из музыкальных чартов Billboard. Это ее первый студийный альбом с 1991 года после Refresh My Heart, который не вошел в чарт Top Christian Albums, и первый студийный альбом с 2005 года после If I Had One Chance to Tell You Something, который не вошел в чарт Billboard 200.
Лид-сингл и заглавный трек альбома, «Kingdom Come», был выпущен 22 октября 2021 года при участии дуэта ее братьев, For King & Country. Он занял восьмое место в чарте Billboard Christian Digital Song Sales, 26-е место в чарте Billboard Christian Airplay и 34-е место в чарте Billboard Hot Christian Songs.
Второй сингл альбома, «Praise», был выпущен 18 февраля 2022 года вместе с предзаказом альбома.
Шестой трек, «Battle Is the Lord’s», ранее был выпущен в качестве лид-сингла для альбома Dawn.

## Список композиций
| №   | Название                                           | Автор(ы)                                          | Продюсеры                     | Длительность |
| --- | -------------------------------------------------- | ------------------------------------------------- | ----------------------------- | ------------ |
| 1.  | «Prelude»                                          | Seth Mosley Tedd Tjornhom                         | Mosley Tjornhom               | 0:26         |
| 2.  | «Middle of the Fire» (вместе с Josh Baldwin)       | Baldwin Rebecca St. James Tjornhom                | Tjornhom Mosley               | 3:46         |
| 3.  | «Kingdom Come» (вместе с For King & Country)       | Mosley Joel Smallbone Luke Smallbone St. James    | Tjornhom Mosley               | 3:58         |
| 4.  | «Ready for the Rain»                               | Chris Davenport St. James Tjornhom                | Tjornhom Mosley               | 4:34         |
| 5.  | «Dawn» (вместе с Luke Smallbone)                   | Mosley Smallbone St. James Tjornhom               | Tjornhom                      | 4:57         |
| 6.  | «Battle Is the Lord's» (вместе с Брэндоном Лейком) | Heath Balltzglier St. James Seth Condrey Tjornhom | Tjornhom Mosley               | 3:55         |
| 7.  | «Desert Bloom» (вместе с kalley)                   | kalley St. James Tjornhom                         | Tjornhom                      | 4:19         |
| 8.  | «Fall Back»                                        | Jonathan Smith Mosley Mia Fieldes St. James       | Mosley                        | 4:12         |
| 9.  | «Traveling Light»                                  | St. James Mosley                                  | Mosley                        | 3:46         |
| 10. | «Alleluia Jesus»                                   | Kristene Dimarco St. James Tjornhom               | Tjornhom                      | 4:46         |
| 11. | «Praise»                                           | Brian Johnson Phil Wickham St. James Tjornhom     | Tjornhom Mosley               | 4:53         |
| 12. | «Cover Me»                                         | St. James David Leonard Tjornhom                  | Leonard Brad King Seth Talley | 4:41         |